# Casey Colby
Casey Colby (* 3. November 1974 in Lake Placid, New York) ist ein ehemaliger US-amerikanischer Skispringer.

## Werdegang
Colby gehörte ab 1994 zum US-amerikanischen Nationalkader und sprang anfangs im Continental Cup. Nachdem er bereits in seiner zweiten Saison seine Leistungen stetig steigern konnte, wurde er 1996 für erste Springen im Skisprung-Weltcup nominiert. Sein erstes Springen bestritt er am 17. Februar 1996 in Iron Mountain. Die ersten beiden Springen blieb er jedoch erfolglos und konnte erst im Mai in Oslo mit einem 11. Platz seine ersten Weltcup-Punkte gewinnen.
Bei den Olympischen Winterspielen 1998 in Nagano erreichte Colby auf der Normalschanze den 42. und auf der Großschanze den 30. Platz. Im Teamspringen erreichte er mit Mike Keuler, Alan Alborn und Randy Weber den 12. Platz.
Nach den Spielen bestritt Colby am 11. März 1998 noch ein Weltcup-Springen im schwedischen Falun, welches er auf dem 22. Platz und damit in den Punkterängen beendete. Am Ende der Saison 1997/98 stand er auf dem 75. Platz in der Weltcup-Gesamtwertung.
Colby bestritt noch bis 2002 Springen im Continental Cup, bevor er aufgrund ausbleibender Erfolge, 2002 seine aktive Skisprungkarriere beendete.